# Crich-i Villamos Múzeum
A Crich-i Villamos Múzeum egy villamos múzeum az angliai Crich faluban.

## Elhelyezkedése
Közép Anglia nemzeti parkjának tövében található Crich. A kis falu fő látványossága a villamos múzeum (Crich Tramway Village), amely 2009-ben ünnepelte 50 éves fennállást. 1959-ben a Tramway Museum Society először látogatta meg az akkor már használaton kívüli bányát, mint a múzeum egy lehetséges helyét. A bánya ideális helyszínnek bizonyult, a meglévő vágányhálózat felhasználható volt a múzeum számára. A múzeum gerince a területen végighúzódó villamos pálya, ahol egész nap fel-alá közlekednek a szerelvények. A területen található egy nagy depó, ahol a villamosokat tárolják, egy kiállítóterület és műhely, ahol a restaurálást, felújítást végzik. A járműállomány főleg régi angol villamosokból áll, de találunk több német és amerikai járművet is.
A múzeum egész napos programot próbál nyújtani a látogatóknak. A főutcán található korhű boltokban az 50-es, 60-as éveknek megfelelő termékeket árulnak, de be lehet ülni a helyi teázóba, vagy egy restaurált pubba egy sörre vagy ebédre. A bejáratnál minden látogató kap egy korabeli egypennyst, amelyért az első utazáskor kap egy napijegyet. Ezek után annyit utazhat a villamosokkal, amennyit kedve tartja. Az utazásra egy 1,5 km hosszú pálya áll rendelkezésre, egy meglehetősen lankás területen. A vonal az alsó részen a helyreállított utcáról indul, elhalad a depó mellett, fonódott vágányon áthalad egy szép viktoriánus öntöttvas híd alatt. A vonal két vágányon halad tovább majd egyvágányúra szűkül. Ezek után következik egy kerülőállomás, majd a végállomás. Az egyvágányú részen régi tokenes biztosítóberendezés működik, minek a lényege, hogy az egyvágányú szakaszon az a villamos haladhat, akinél a token (kis tábla) van. A vonal utolsó része hegyoldalban halad, ahonnan gyönyörű kilátás nyílik a völgyre.
A belső kiállítóhelységeken láthatunk korabeli villamosokat, villamos közlekedéssel kapcsolatos tárgyakat (jegyárusító bódé, felsővezeték szerelvények, kitérő szívdarabok), illetve a villamosszín is teljes egészében bejárható és megtekinthető az összes éppen nem üzemelő villamos. Külön részen a műhely feletti galériára is felmehetünk ahol éppen a restaurálás menete szemlélhető.
Fotósok számára sok érdekes hely található a parkban, mint a felüljáró, vagy a pálya melletti magas sziklaszirt, amelyek remek fotós helyeket nyújtanak. Nagycsaládosok az állomások közötti gyalogutakon barangolhatnak az erdőben, gyerekek villamosozás között a játszótéren múlathatják az időt.